# Landini
Landini – producent ciągników rolniczych z siedzibą w Fabbrico we Włoszech, należący do koncernu Argo Tractors S.p.A. Przedsiębiorstwo założone zostało pierwotnie w 1884 r. przez Giovanni Landiniego pod nazwą Fabbrica di Attrezzi Agricoli ed Enologici.
W latach 30. XX wieku stało się głównym włoskim producentem ciągników rolniczych, wyprzedzając Fiata.

## Historia
Firma Landini produkująca traktory została utworzona w 1884 roku przez Giovanni Landiniego, pod nazwą Fabbrica di Attrezzi Agricoli ed Enologici (pol. Fabryka sprzętu rolniczego i winniczego). Początkowo firma produkowała głównie maszyny parowe, takie jak lokomobile. W 1910 r. Giovanni Landini skonstruował swój pierwszy stabilny silnik dwusuwowy. Pomysł nie był całkowicie oryginalny, ponieważ silniki tego typu były już używane za granicą, w szczególności w konstrukcjach morskich. Mimo wszystko, Landini zasługuje na miano pierwszego we Włoszech konstruktora, który zastosował to rozwiązanie w maszynach do użytku rolniczego.

### Traktory z silnikiem Diesla

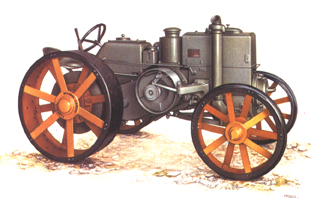
Landini 25/30 HP.

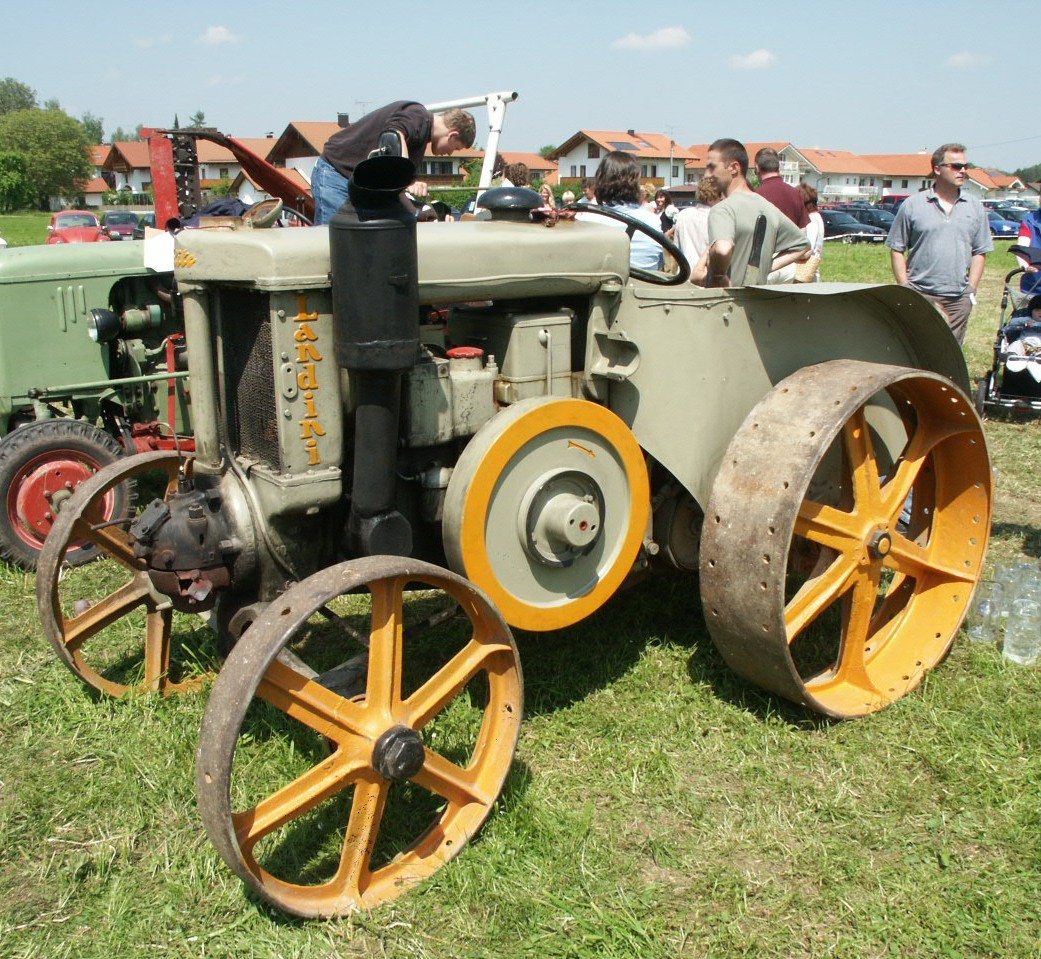
Landini Vélite.

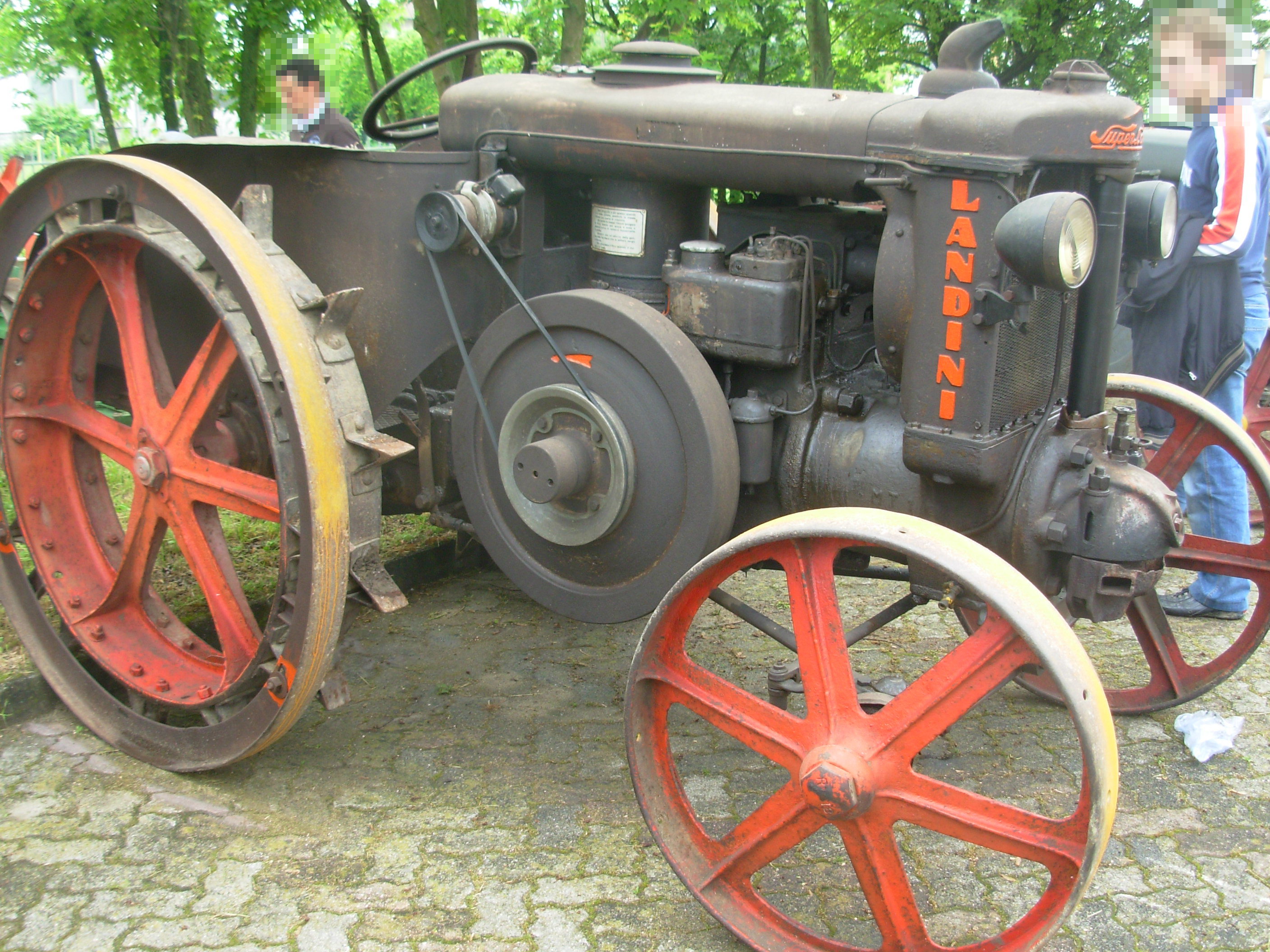
Super Landini.

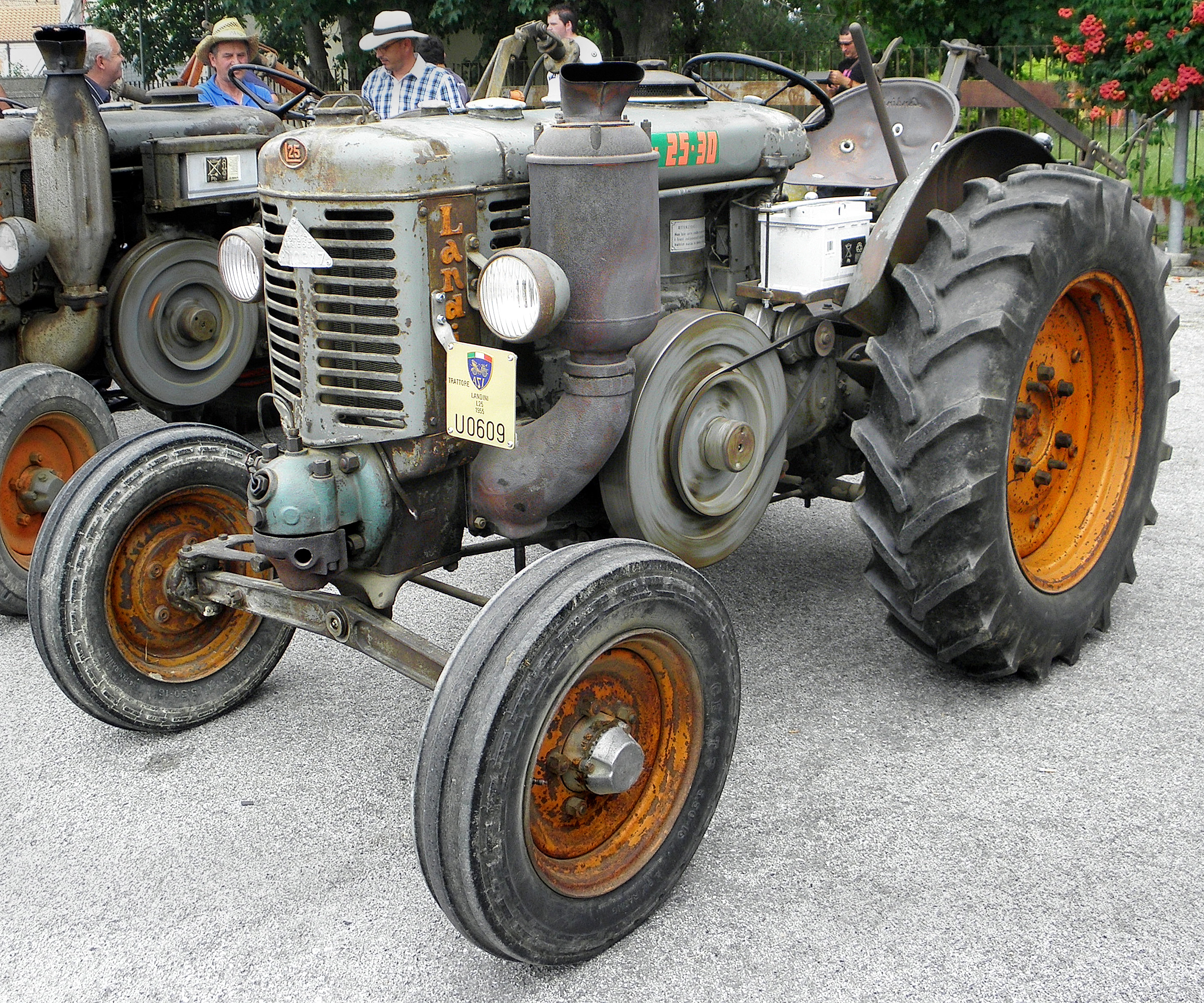
Landini L25.

W 1924 roku silnik jednocylindrowy średnioprężny, zostaje zamontowany do prototypu ciągnika Landini 25/30 HP. Maszyna okazała się być solidną i wzbudzającą zaufanie. W 1932 roku zostaje wprowadzony do produkcji model 40 HP, przeznaczony dla wielkich farm rolniczych, jak również model 25/30 HP, który posiadał system chłodzenia silnika poprzez ewaporację wody.
W 1934 roku zostaje wprowadzony do produkcji Superlandini i wkrótce nowy ciągnik staje się wielkim sukcesem handlowym; mający moc 48 KM, staje się wówczas najsilniejszym ciągnikiem produkcji włoskiej, i takim pozostanie, aż do czasów po drugiej wojnie światowej.
W 1935 roku zostaje wprowadzony mniejszy model o nazwie Vélite, o mocy 25 KM i masie wynoszącej jedynie 2300 kg, bardziej elastyczny w użyciu i mniej „zajmujący”. Nazwa Vélite nawiązuje do tytułu, jaki Mussolini nadawał wyróżnionym w kampanii battaglia del grano (pol. Walce o ziarno). Model osiągnął wielki sukces sprzedaży, co pozwoliło firmie z prowincji Reggio Emilia, stać się największym producentem ciągników rolniczych we Włoszech. Na fali sukcesu został wprowadzony do produkcji model pośredni, Bufalo posiadający 38 KM, który nie osiągnął tak wielkiego sukcesu jak poprzednie modele.
W 1949 roku została zbudowana nowa fabryka w mieście Como, gdzie rozpoczęto produkcję ciągnika Landini L25.
W latach 50. pojawia się nowa gama ciągników z silnikiem dwusuwowm, od najmniejszego L25, aż do, najmocniejszego jaki został dotąd zbudowany – L55. Pomimo tego, że w dzisiejszych czasach dwusuwowy silnik spalinowy został zastąpiony wygodniejszymi w eksploatacji jednostkami o większych osiągach, silniki Landini pozostają lubiane przez miłośników maszyn rolniczych .

### Produkty z silnikami dwusuwowymi

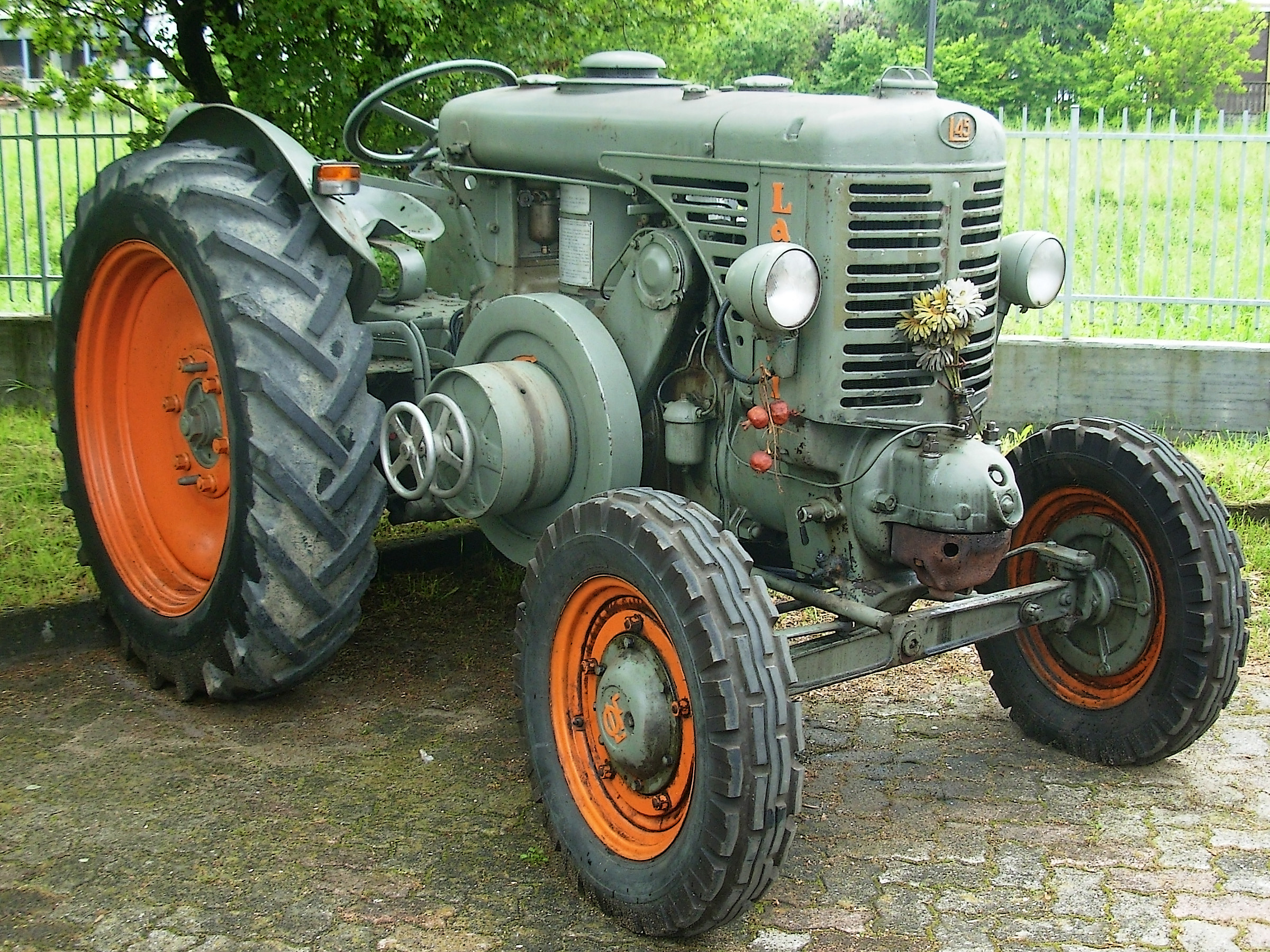
Landini L45

Traktory z silnikami dwusuwowymi, wyprodukowanymi przez Landini w latach 1927–1963:
| Model         | Okres produkcji | Pojemność skokowa | Rozmiar tłoka x Skok tłoka | Moc   | Potenza alla puleggia | obroty/min | Ciężar   | Opis                |
| ------------- | --------------- | ----------------- | -------------------------- | ----- | --------------------- | ---------- | -------- | ------------------- |
| 25/30 HP      | 1927-1932       | 11 800 cm³        |                            |       | 25 KM                 | 320        | 2.200 kg | 30 KM w II serii    |
| 40 HP         | 1932-1937       | 14 327 cm³        | 260 × 270 mm               |       | 40 KM                 | 500        | 3.300 kg |                     |
| Super Landini | 1934–1954       | 12 208 cm³        | 240 × 270 mm               | 40 KM | 48 KM                 | 620        | 3.500 kg | 45-50 KM w II serii |
| Vélite        | 1935-1954       | 7.222 cm³         | 200 × 230 mm               | 25 KM | 30 KM                 | 720        | 2.300 kg | 28-32 KM w II serii |
| Bufalo        | 1940-1950       | 9.118 cm³         | 220 × 240 mm               | 35 KM | 40 KM                 | 720        | 2.650 kg |                     |
| L25           | 1950-1959       | 4.312 cm³         | 170 X 190 mm               | 25 KM | 30 KM                 | 880        | 1.600 kg |                     |
| L45           | 1950-1964       | 9.503 cm³         | 224,5 × 240 mm             | 45 KM | 50 KM                 | 720        | 3.100 kg |                     |
| L35           | 1953-1960       | 7.222 cm³         | 200 × 230 mm               | 35 KM | 40 KM                 | 730        | 2.600 kg |                     |
| L55           | 1954–1962       | 11 309 cm³        | 240 × 250 mm               | 55 KM | 60 KM                 | 740        | 3.500 kg |                     |
| 30            | 1957−1960       | 4.312 cm³         | 170 × 190 mm               | 25 KM | 30 KM                 | 880        | 1.600 kg |                     |
| 44 Major      | 1957-1963       | 7.966 cm³         | 210 × 230 mm               |       | 44 KM                 | 730        | 2.700 kg |                     |
| 35/8          | 1959-1963       | 4.312 cm³         | 170 × 190 mm               |       | 32 KM                 | 940        | 1.600 kg |                     |

### Lata 60. XX wieku do dziś

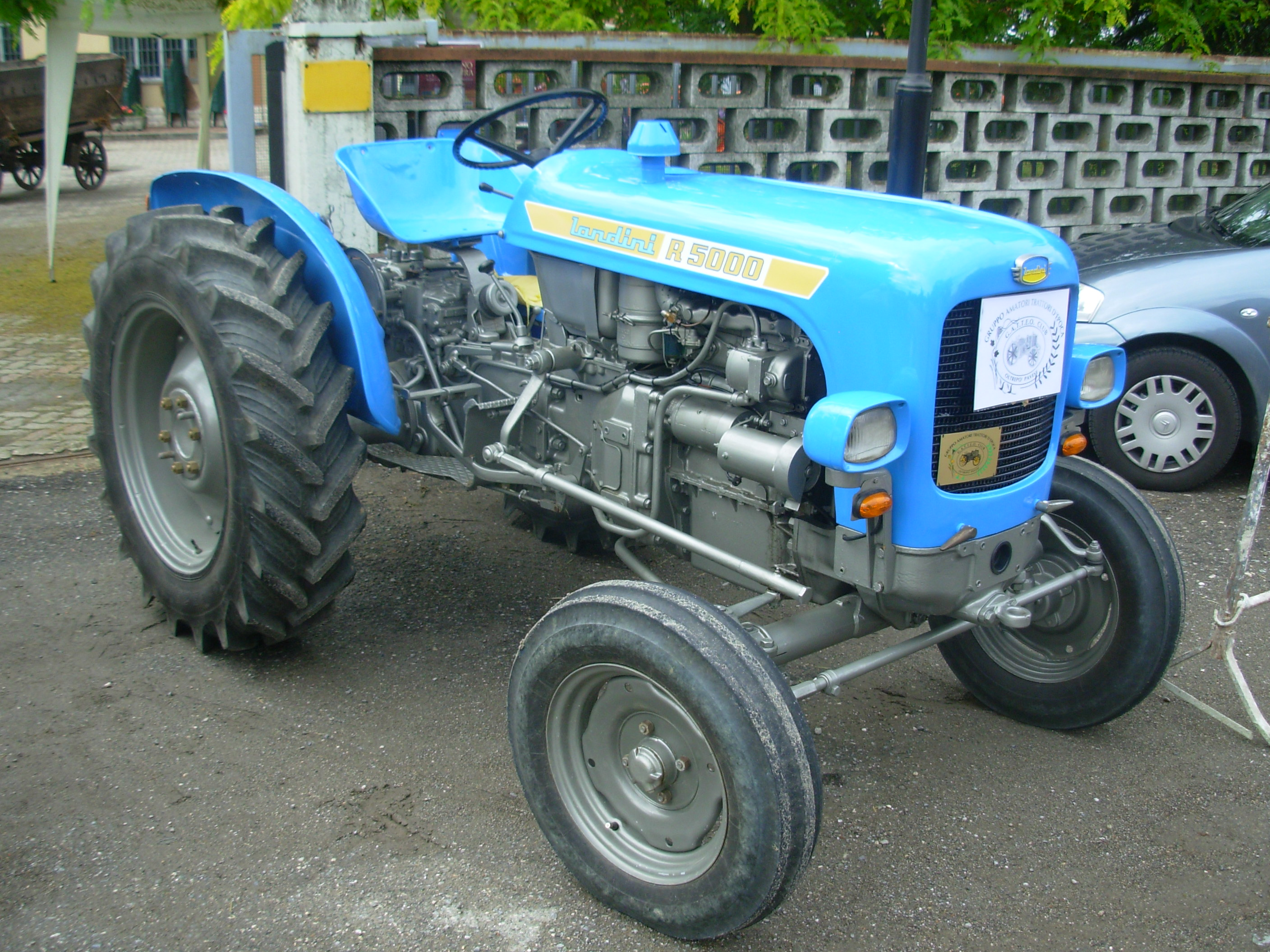
Landini R5000

Pojawienie się, w czasach powojennych, paliwa o wyższej jakości, zachęca Landini do rozpatrzenia możliwości porzucenia silników dwusuwowych na rzecz szybkich i łatwych utrzymaniu silników Diesla. W 1957 roku zostaje podpisana umowa z Perkins Engines z Peterborough w sprawie licencjonowanej produkcji angielskich silników, które jeszcze dziś, należycie rozbudowane, zasilają gamę ciągników. Linia produkcji ciągników Landini nieustannie się rozrasta, i od 1959 roku wprowadza również napęd gąsienicowy wraz z modelem C35. W tym okresie modele o największej sprzedaży to Landinetta z 1956 roku, pierwszy ciągnik o niewielkich rozmiarach napędzany nowym silnikiem Diesla o pojedynczym cylindrze, dwusuwowym o mocy od 15 do 18 KM, R50 z 1957 roku o mocy 50 KM oraz R4000 z 1960 roku rozwijający moc 40 KM. W roku 1959 Landini zostaje zakupiona przez międzynarodową firmę Massey Ferguson, tym sposobem przystępując do międzynarodowej kompanii w sektorze, zyskując innowację i technologię, zachowując jednocześnie markę i charakterystyczne barwy.
Począwszy od 1968 roku przedsiębiorstwo z Fabbrico wchodzi w skład kategorii maszyn rolniczych o wysokiej mocy, wraz z otwrciem siedziby w Aprilii.
W 1973 roku zostają zaprezentowane modele 6500, 7500 i 8500 zaopatrzone w rewolucyjną przekładnię 12+4.
W 1977 roku następuje kolejne, ważne wydarzenie w historii firmy, wraz z wprowadzeniem do produkcji serii Large, pierwszego europejskiego ciągnika o mocy przekraczającej 100 KM z miejscem przeznaczonym dla kierowcy na podwieszanej platformie.
W 1982 roku rusza produkcja modeli przeznaczonych do sadów. W tej kategorii rynku Landini podtrzymuje dominację światową, wraz z ok. 35% stawki.
W 1986 roku zostaje wypuszczona na rynek seria „Vigneto”, która wypełniając serię maszyn specjalistycznych, tworzy siedzibę w Fabbrico ekskluzywnym dostawcą również dla marki Massey Ferguson wszystkich ciągników specjalistycznych zarówno o napędzie kołowym, jak i gąsienicowym.
W 1988 roku siedziba w Fabbrico osiąga poziom 13.000 sprzedanych maszyn, przede wszystkim dzięki średniej gamie. Tego samego roku pojawia się seria 60, 70 i 80 o średniej mocy z przekładnią 24+12.
W 1989 roku Massey Ferguson odstępuje 66% kwoty dla Landini, próbując naprawić jej problemy finansowe i w 1991 roku następuje otworzenie filii we Francji, Landini Tracteurs S.A.
W 1994 roku Landini staje się częścią grupy ARGO S.p.a., własnością rodziny Morra. Nowy poziom przemysłowy zdaje się przenosić rezultaty a liczba sprzedanych ciągników wzrasta o 30% w stosunku do roku poprzedzającego.
Od lat 1994 do 1996 następuje ciąg ważnych uzgodnień handlowych. Przede wszystkim umowa z ISEKI, następnie zakup Valpadana S.p.a. (mała mechanizacja rolnicza), i w końcu unowocześnienie i reorganizacja linii produkcyjnych w celu zaspokojenia zwiększającego się zapotrzebowania oraz wybudowanie magazynu do produkcji kół zębatych i wykończeń mechanicznych w fabryce San Martino in Rio, gdzie w międzyczasie przekroczono 14.000 wyprodukowanych jednostek.
W 1997 roku następuje otwarcie ważnych siedzib w Hiszpanii Landini Iberica i filia Landini GmbH w Niemczech. W międzyczasie zostaje zaprezentowana nowa gama Legend II w wersji Top i Techno z kabiną i miejscem dla kierowcy całkowicie zmodernizowanym, oraz gama Globus.
Sprzedaż ciągników Landini osiąga 16.863 jednostek wraz ze wzrostem równym 7,5% w stosunku do poprzedniego roku.
Od 1998 roku zostaje również zaktywowana procedura kontroli jakości firmy i otwarcie Landini Terminal, nowa struktura przystosowana do składowania i wysyłki ukończonych produktów. W tym samym roku zostają wprowadzone gamy Discovery i Mistral.
W 1999 roku udział Landini w rynku osiąga 5% i w kolejnym roku zostają otworzone filie w Stanach Zjednoczonych, Kanadzie, Australii i w Południowej Afryce.
W 2000 roku Landini wykupuje od Case IH zarówno prawa do marki McCormick, jak i fabryki z Doncaster. McCormick, własność Landini, automatycznie przechodzi w skład Gruppo ARGO S.p.A. W międzyczasie odnawia wszystkie ciągniki o mocy od 50 do 100 KM. Zostaje zaprezentowana nowa gama ciągników z serii Rex Frutteto e Vigneto, Mythos, Ghibli, Atlas i Trekker.

## Siedziby Landini
- Fabbrico (RE)
- San Martino in Rio (RE)

## Dzisiejsza gama produktów
- Mistral2
- REX3
- REX4
- Serie 4
- Serie 5-085
- Serie 5
- Serie 5 HC
- Serie 6H
- Serie 6RS
- Landpower
- Serie 7
- Serie 7 SWB
- Serie 8

## Oddziały Landini na świecie
- Landini Włochy – producent
- Landini Niemcy. landini-hartl.de. [zarchiwizowane z tego adresu (2009-07-31)].
- Landini Tractors Polska
- Landini Portugalia. landini.ind.br. [zarchiwizowane z tego adresu (2011-06-21)].
- Landini Kanda